# Birni Ader
Birni Ader (auch: Birnin Adar, Birni n’Ader und Birnin Ader, kurz: Birni) ist ein Dorf in der Landgemeinde Garhanga in Niger.

## Geographie
Das von einem traditionellen Ortsvorsteher (chef traditionnel) geleitete Dorf liegt rund zehn Kilometer nordwestlich von Garhanga, dem Hauptort der gleichnamigen Landgemeinde, die zum Departement Keita in der Region Tahoua gehört. Es befindet sich im Zentrum der Gebirgslandschaft Ader Doutchi. Die nächstgelegene Stadt ist das etwa 16 Kilometer Luftlinie entfernte Keita.

## Geschichte
Birni Ader war nach der Eroberung der Provinz Ader durch das Sultanat Aïr im Jahr 1674 der Hauptort der Provinz und der Sitz des serki n’Ader, des Statthalters des Sultans von Aïr. Das Hausa-Wort Birni bedeutet „von Mauern umgebene Stadt“ oder „Hauptstadt“. Anfang des 19. Jahrhunderts löste Illéla Birni Ader als Hauptstadt Aders ab.

## Bevölkerung
Bei der Volkszählung 2012 hatte Birni Ader 2437 Einwohner, die in 368 Haushalten lebten. Bei der Volkszählung 2001 betrug die Einwohnerzahl 1836 in 267 Haushalten und bei der Volkszählung 1988 belief sich die Einwohnerzahl auf 1248 in 207 Haushalten.

## Wirtschaft und Infrastruktur
Es gibt eine Schule im Dorf.